# Pu Shu

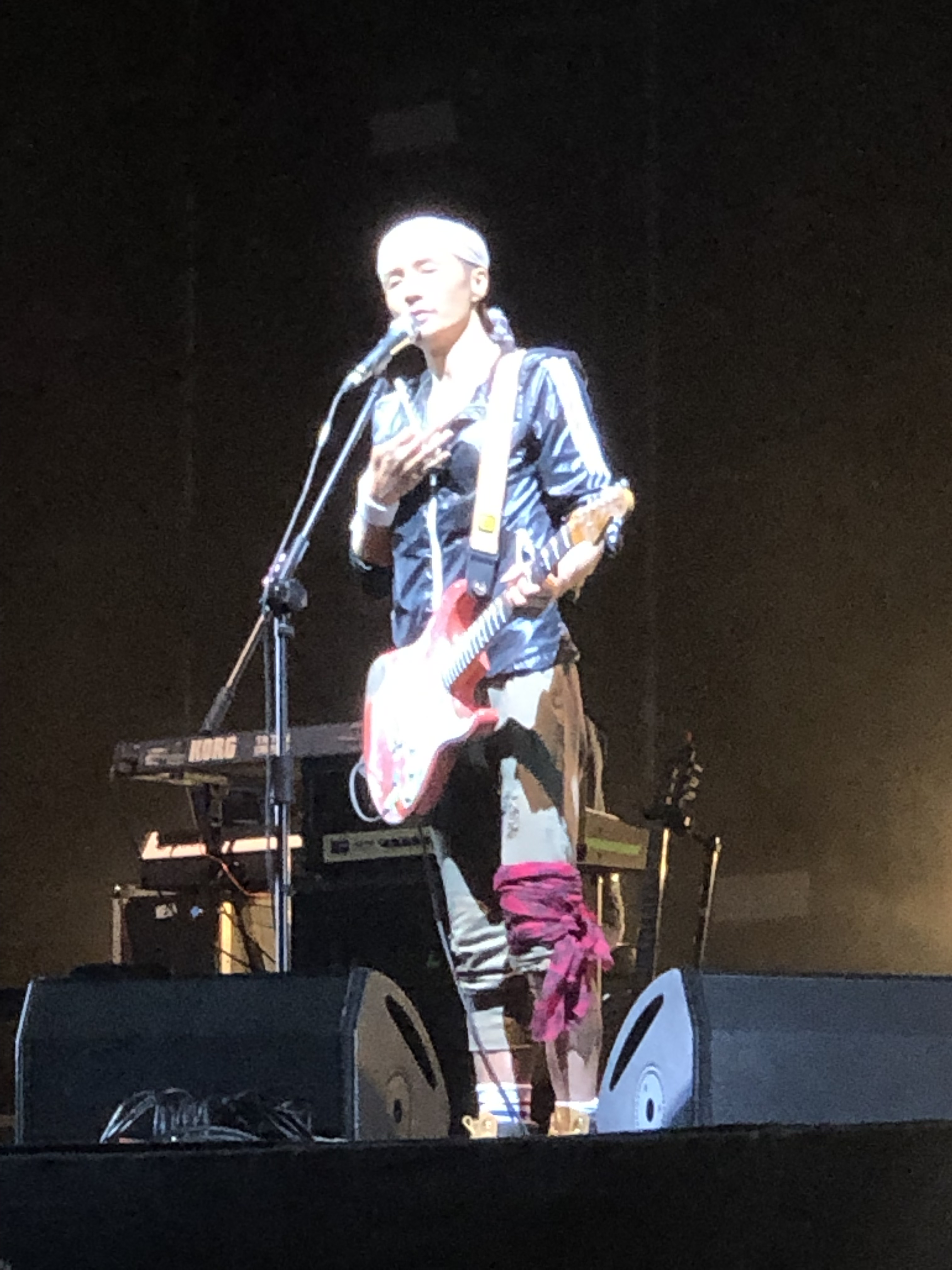
Pu Shu (2019)

Pu Shu (chinesisch 樸樹 / 朴树, Pinyin Pǔ Shù) (* 8. November 1973 in Nanjing) ist ein chinesischer Singer-Songwriter und Schauspieler. Pu Shu wuchs in Peking auf.  1994 gab er sein Studium an der Capital Normal University auf und begann mit der Komposition von Liedern.  Er erhielt 1996 einen Vertrag als Sänger bei Taihe Rye Music (chinesisch 麦田音乐, Pinyin Màitián Yīnyuè). Seine bekanntesten Lieder sind Those Flowers (chinesisch 那些花儿, Pinyin Nàxiē huār) und Birch Forest (chinesisch 白桦林, Pinyin Báihuà lín). Er wirkte auch in Filmen wie „Where Have All the Flowers Gone“ (chinesisch 那时花开, Pinyin Nà shí huā kāi), wo er die Rolle des Zhang Yang (chinesisch 张扬) übernahm, und „If I Lose You“ (chinesisch 如果没有爱之下部 普通话, Pinyin Rúguǒ méiyǒu ài zhī xiàbù pǔtōnghuà), wo er Pu (chinesisch 朴, Pinyin Pǔ) spielte, mit.  Nach einer Pause von 11 Jahren veröffentlichte er 2014 sein neues Lied „The Ordinary Road“ (chinesisch 平凡之路, Pinyin píngfán zhī lù) als Titellied für den chinesischen Film The Continent (chinesisch 后会无期, Pinyin hòu huì wúqí).

## Filmografie
- 2000: If I Lose You (chinesisch 如果没有爱之下部 普通话, Pinyin Rúguǒ méiyǒu ài zhī xiàbù pǔtōnghuà)
- 2002: Where Have All the Flowers Gone (chinesisch 那时花开, Pinyin Nà shí huā kāi)

## Diskografie

### Alben
- 1999: I went to 2000 (chinesisch 我去2000年), Taihe Rye Music
- 2003: Life Like A Summer Flower (chinesisch 生如夏花), Warner Music
- 2017: Orion (chinesisch 猎户星座)